# Signy-Montlibert
 Signy-Montlibert  là một xã ở tỉnh Ardennes, thuộc vùng Grand Est ở phía bắc nước Pháp.